# Дрезденский технический университет
Дрезденский технический университет (сам университет использует название Технический университет Дрездена, нем. Technische Universität Dresden, сокр. TUD) — одно из крупнейших высших учебных заведений Дрездена и Саксонии. По количеству студентов Дрезденский технический университет занимает первое место среди технических университетов Германии.
В нём обучается около 37 000 студентов и работает свыше 8 000 сотрудников.
Высшее техническое учебное заведение существует в Дрездене под разными названиями уже более двухсот лет, а своё современное название Дрезденский технический университет получило в 1961 году. Это один из старейших технических вузов Германии. Дрезденский технический университет входит в объединение крупнейших технических вузов Германии «TU 9».
Основанный в 1828 году как Техническое учебное заведение (Technische Bildungsanstalt) является одним из старейших технологических вузов Германии. С 30000 студентов это самое большое высшее учебное заведение Саксонии. В дополнение к большому количеству академических программ он предлагает 16 курсов для международных студентов.

## Факультеты
В Дрезденском техническом университете обучение ведётся на следующих факультетах:
- Факультет математики
- Факультет биологии
- Химический факультет
- Факультет физики
- Факультет психологии
- Философский факультет (история, политические науки, коммуникативные науки)
- Факультет филологии, литературы и культуры
- Факультет педагогических наук
- Экономический факультет
- Факультет информатики
- Факультет электро- и информационной техники
- Машиностроительный факультет
- Инженерно-строительный факультет
- Архитектурный факультет
- Транспортный факультет имени Фридриха Листа
- Факультет экологических наук (лесное хозяйство в Тарандте)
- Медицинский факультет имени Карла Густава Каруса

## Знаменитые преподаватели
- Арденне, Манфред фон
- Баркгаузен, Генрих
- Баумлер, Адольф
- Величковский, Борис Митрофанович
- Друде, Оскар
- Клемперер, Виктор
- Мизес, Рихард фон
- Мор, Отто Кристиан
- Руге, Софус
- Тиллих, Пауль
- Фукс, Эмиль Юлиус Клаус
- Швабе, Курт
- Штерн, Адольф

### Почётные доктора
- Глушков Виктор Михайлович (1975)